# Karlsfelder See
Der Karlsfelder See ist ein 24 Hektar (ha) großer Baggersee bei Karlsfeld, Landkreis Dachau, Oberbayern.

## Geographie
Der Grundwassersee bei Karlsfeld liegt etwa 13 km nordwestlich des Stadtkernes von München und 3 km südwestlich von Dachau auf einer Höhe von 482 m ü. NN inmitten des Dachauer Mooses.
In Nord-Süd-Richtung erstreckt sich der See über eine Länge von 940 Metern, die Breite beträgt zwischen 150 und 320 Metern. Er ist im Süden 10 Meter tief, im Norden nur 6 Meter. An seinem Nordende hat er zwei Überläufe. Den Moosgraben, der über den Kaltenbach zur Amper hin entwässert und den Tiefengraben der über den Dachau-Schleißheimer Kanal zur Würm fließt.
Die Schüttung beträgt im Jahresmittel (MQ) etwa 260 Liter pro Sekunde. Dadurch erneuert sich das Seewasser innerhalb eines Monats. Unmittelbar nordwestlich des Badesees befindet sich ein Feuchtbiotop und ein weiterer kleiner Baggersee, der sogenannte Schallweiher, sowie eine Abraumhalde, die auf 505 m ü. NN ansteigt und als Aussichtspunkt dient.

## Geschichte
Der Karlsfelder See entstand ab 1939, als für den Baugüterbahnhof München-Ludwigsfeld der Deutschen Reichsbahn große Mengen an Kies benötigt wurden. Im Laufe des Jahres 1942 kamen diese Bautätigkeiten kriegsbedingt zum Erliegen und die bis dahin nur halb ausgebaggerte Grube füllte sich allmählich mit Grundwasser und Niederschlägen. Zudem gingen während der Luftangriffe auf München etliche Bomben in dem Gebiet nieder, die dem nahen BMW-Motorenwerk in Allach und dem Rangierbahnhof galten. Nur der starke Grundwassereinbruch verhinderte, dass sich auf dem Gelände in den letzten Kriegsjahren die Flak zum Schutz der nahen kriegswichtigen BMW-Motorenwerke, Flugwerft Oberschleißheim und des KZ-Außenlagerkomplexes Allach stationierte. Diese bezogen deshalb etwa zwei Kilometer weiter östlich und südlich weniger wasserreiche Stellungen.
Die Abbaugrube und Abraumhalden wurden zunächst sich selbst überlassen, später teilweise als Müllgrube und nach dem Ende des Zweiten Weltkrieges durch die US-Armee als Truppenübungsgelände für Schwimmpanzer genutzt. 1968 wurde das Gelände an die Bundesrepublik Deutschland zurückgegeben und lag zunächst bis in die 1980er Jahre brach. In den Jahren von 1971 bis 1977 wurde es vom Verein zur Sicherstellung überörtlicher Erholungsgebiete allmählich zu einem Badesee umgestaltet, und in der Umgegend wurden weitere Freizeit- und Erholungsmöglichkeiten geschaffen.

## Heutige Nutzung
Rund um den See, dessen Ufer auf etwa 3 km zugänglich ist, befinden sich rund 17 Hektar Liegewiesen mit Baumbestand, knapp 5 km Spazier- und Fahrradwege, Beachvolleyballfelder, Tischtennisplatten, Kinderspielplätze und Grillmöglichkeiten. 
Gastronomische Betriebe runden das Angebot des Karlsfelder Sees ab: Das "Shato am See" mit seiner türkischen Küche, das Burgerhaus "FiftySeven", sowie die Eventlocation "Alm am See" mit dem angegliederten Biergarten, betrieben vom Festwirt Peter Brandl mit seiner Tochter Julia Baehr und Geschäftspartner Marc Peters betreiben.
In der Nähe liegt auch das Karlsfelder Hallenbad und das Gelände des Sportvereins TSV Eintracht Karlsfeld e.V. mit Stadion, Vereinsheim, Sporthalle und einigen Tennisplätzen.
Die mikrobiologische Überwachung des Sees erfolgt durch das Gesundheitsamt Dachau. Die Daten werden während der Badesaison etwa vierzehntäglich ermittelt. Während der Badesaison suchen bis zu 20.000 Erholungssuchende pro Tag den See auf. Das Befahren mit Motorbooten, das Übernachten, Camping und die Mitnahme von Tieren ist allerdings wegen der damit verbundenen ungelösten Fäkalienproblemen verboten; bei Nichtbeachtung drohen Geldstrafen. Die Wasserqualität ist bis auf einige Ausnahmen meist nahe der des Trinkwassers. 
Das Flaschentauchen ist nur der Polizei und der Feuerwehr regelmäßig zu Übungszwecken gestattet, die Bevölkerung soll sich dort auf das Schnorcheln beschränken.
Die starke Frequentierung des Badesees zeitigt leider auch immer wieder Todesopfer unter den Badegästen, die sich sportlich zu viel zumuten, obwohl die Wasserwacht eine saisonal bewirtschaftete Rettungsstation am Ostufer unterhält. Gelegentlich publizierte FKK - Möglichkeiten führten ebenfalls bereits zu sittlichen Verwerfungen zwischen einzelnen lokalen Nutzergruppen.

## Galerie

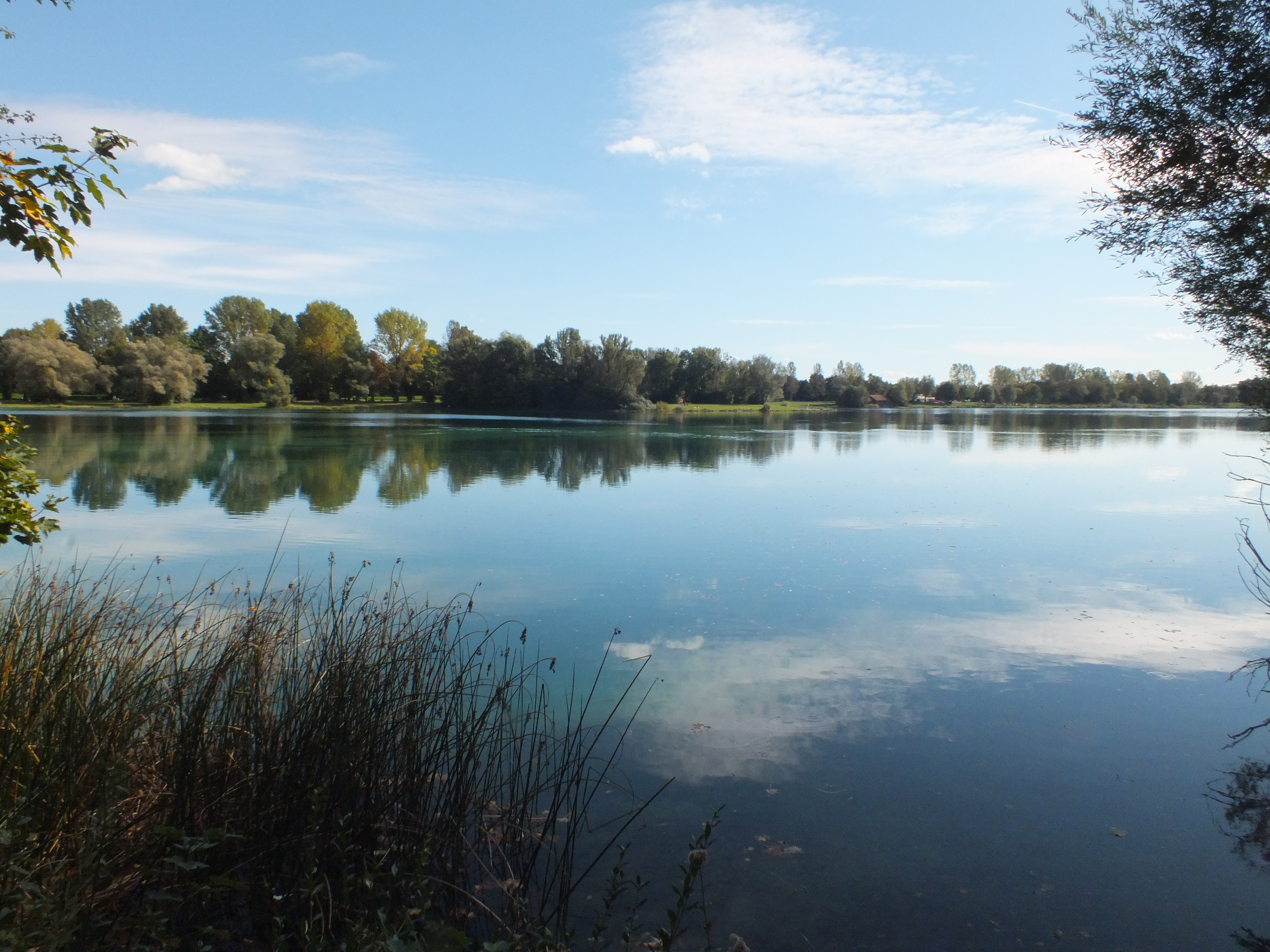
Der Karlsfelder See von Norden gesehen
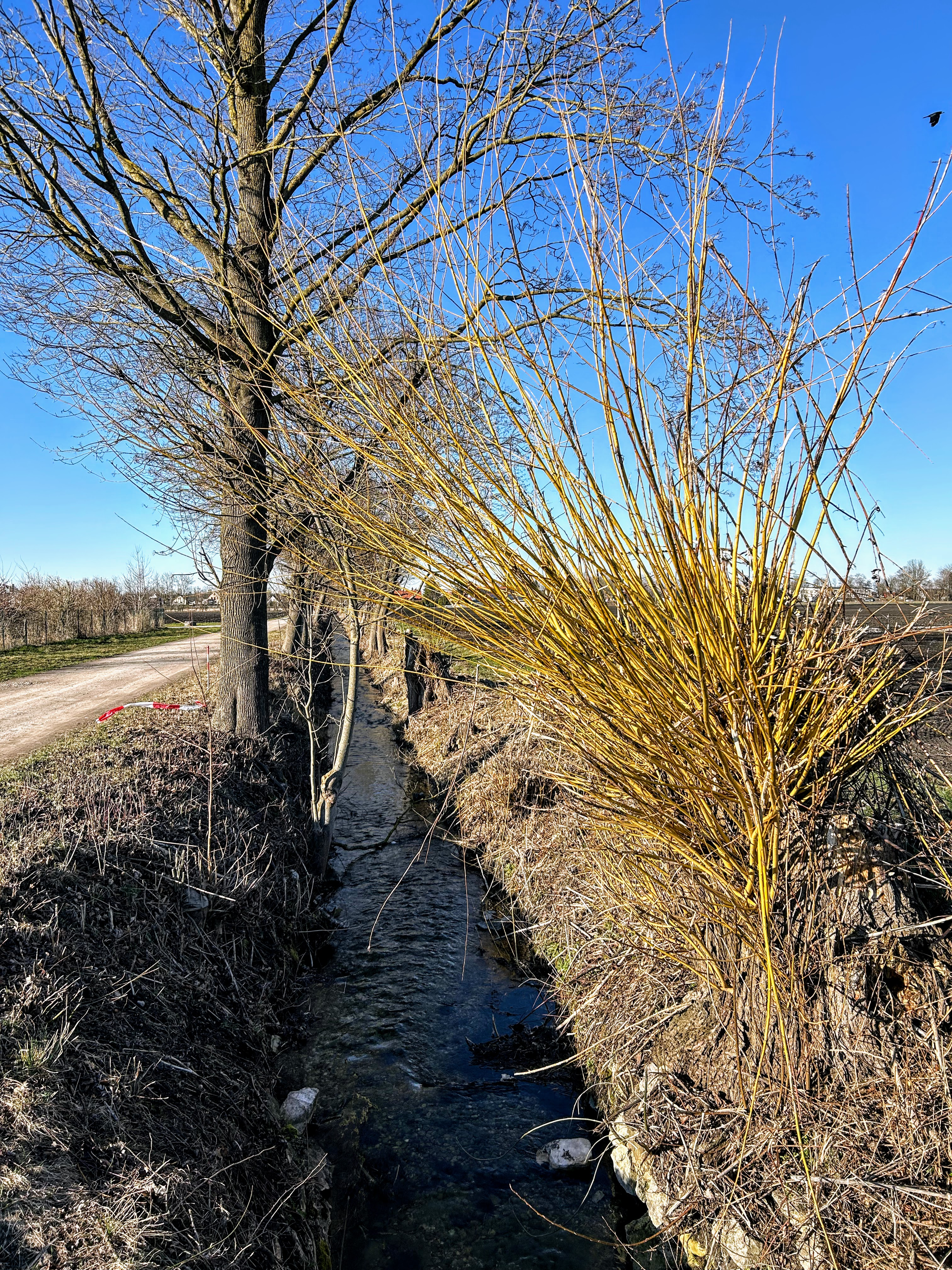
Ablauf Tiefengraben

## Trivia
1967 hatte sich der Dachauer Klaus Hager in München ein Krokodil gekauft und es auf dem Rücksitz seines Autos mit an den Karlsfelder See genommen. Als er ausstieg, um seine Badehose anzuziehen, ergriff das Krokodil die Flucht in den See und tauchte unter. Hierfür musste er 35 DM Strafe zahlen. Das Tier wurde seitdem nie mehr gesehen.